# Băbeni
Băbeni – miasto w Rumunii, w okręgu Vâlcea. Liczy 9745 mieszkańców (2002).